# 丙二腈
丙二腈是一种有机化合物，化学式为CH2(CN)2，包含两个氰基（腈的官能团）。
丙二腈显弱酸性，在水中pKa为11。这使其可以参与Knoevenagel缩合反应，如在CS气的生成：
此外，丙二腈是Gewald反应的合适的原料，其中腈在单质硫和碱的存在下与酮或醛缩合，产生2-氨基噻吩。